# Ducati 996
La 996 est une moto sportive construite par Ducati de la famille desmoquattro.
Apparue en 1999, la 996 est la remplaçante de la mythique 916. Elle en reprend l'esthétique générale. Sa production s'arrête en 2002 avec sa descendante, la 998.
Le moteur est, comme sur toutes les Ducati modernes, un bicylindre en V ouvert à 90°, quatre temps, à commande de distribution desmodromique. Il utilise des culasses à quatre soupapes (d'où le nom de desmoquattro). Le tout est inséré dans un cadre treillis tubulaire. Le freinage est confié à Brembo avec un double disque avant de 320 mm et un simple disque arrière de 245 mm de diamètre.
Les roues Brembo de la 916 sont remplacées par des Marchesini à 5 branches à partir de 2000 (La 996 de 1999 conserve les roues 3 bâtons Brembo de la 916 ), permettant un gain de poids.
Elle était disponible en deux coloris, rouge ou jaune.

## La 996 Standard
La 996 utilise une fourche Showa. La puissance est de 112 chevaux.

## La 996 SPS
En 1999 la 996 SPS est équipée de jantes cinq branches noir mat et d'une fourche Showa. En 2000, la 996 SPS se fend de jantes gris anthracite (même couleur de cadre) et d’une fourche Öhlins. L'amortisseur est un Öhlins dans les deux versions. La puissance est de 124 chevaux à 9500 tr/min avec un couple de 10.1 kgm à 7000 tr/min. Elle est disponible en version monoposto (pas de place passager) seulement.

## La 996 S
La 996 S vient s'intercaler entre la 996 standard et la SPS, dont elle reprend le moteur de 123 chevaux. Elle utilise un ensemble de suspension Öhlins pour l'arrière et Showa pour l'avant.
En 2001, les Anglais avaient la possibilité de s'offrir une 996 S Neil Hodgson Réplica. Cette série limitée reprenait la décoration de la moto du pilote de Superbike de la saison 2000, avec en plus une série d'éléments issus du catalogue Ducati Performance.

## La 996 R
La 996 R représente le haut de gamme de la famille 996. Elle remplace en 2001 la SPS, en offrant 10 % de puissance en plus suivant les ingénieurs. Son aérodynamique est modifiée pour avoir un meilleur Cx. Le moteur utilise les nouvelles culasses Testastretta, la cylindrée est poussée à 998 cm³. L'utilisation de carbone sur toutes les parties de carrosserie permet de contenir le poids à 185 kg.

C'est une série limitée très spéciale puisque les 350 exemplaires n'étaient disponibles à la vente que sur Internet, le 12 septembre 2000, au tarif de 26 200 €. L'ensemble du lot a été vendu en seulement huit heures. Par la suite, 150 autres exemplaires ont été produits et vendus immédiatement.

## Dans la culture populaire
La Ducati 996 est pilotée par l'un des personnages principaux du film Matrix Reloaded (2003). La visibilité ainsi donnée au modèle fait que le constructeur présente une série spéciale, appelée 998 Matrix, à l'occasion de la sortie du film.